# 周继勇
周继勇（1963年10月—	），浙江大学动物医学系主任、教授，主要从事兽医学方面的研究工作。入选中华人民共和国教育部2009年度"长江学者"特聘教授、首批中国国家“万人计划”科技创新领军人才。曾任南京农业大学动物医学院院长。